# Вовчий
Во́вчий — село в Україні, у Мукачівському районі Закарпатської області. Входить до складу Неліпинської сільської громади. Населення становить 58 осіб (станом на 2001 рік). Село розташоване за 6,4 кілометра від колишнього районного центру.
Цю територію вважають[хто?] однією з найбільш екологічно чистих в Україні.
У селі розташована лінійна пасажирська залізнична станція Львівської залізниці «Вовчий», відкрита у 1886 році, на якій зупиняються лише приміські електропоїзди.
На околиці села розташований водоспад Вовчий (3 м), штучного походження (на основі водозабору колишнього рибгоспу).

## Географія
Село Вовчий лежить за 6,4 км на північний схід від Сваляви, фізична відстань до Києва — 556,5 км.
На північний схід від села розташований лісовий заказник — Росішний. Площа 461 га, створений у 1974 році.
Заказник розташований у південно-західній частині гірського масиву Полонина Боржава, на західних схилах гори Стій. Охороняється ділянка корінних фітоценозів пралісового характеру. Тут простежуються смуги лісів двох типів — букових та буково-ялицевих. Основну площу займають бучини, що утворюють верхню межу лісу, знижену до 1080–1200 м через випас худоби на полонині. На кам'янистих схилах сформовані яворові субучини, а у середній частині схилів на багатіших ґрунтах — буково-ялицеві праліси.
У заказнику зростають рідкісні види рослин, занесені до Червоної книги України — підсніжник білосніжний, лілія лісова, шафран Гейфеля, зозулині сльози яйцеподібні, любка дволиста.
Тваринний світ характерний для лісової зони Карпат: олень благородний, сарна європейська, ведмідь бурий, свиня дика, лисиця руда, куниця лісова і куниця кам'яна, горностай, багато видів птахів.
Форельне господарство «ЖДИМИР»
комплекс з 18 ставків, у яких розводять ставкову форель. Відвідувачам пропонується рибалка з гарантованим уловом, оренда риболовних снастей, альтанки над озером
табір відпочинку «Ждимир».

## Населення
Станом на 1989 рік у селі проживали 65 осіб, серед них — 33 чоловіки і 32 жінки.
За даними перепису населення 2001 року у селі проживали 58 осіб. Рідною мовою назвали:
| Мова        | Кількість осіб | Відсоток |
| ----------- | -------------- | -------- |
| українська  | 54             | 93,10%   |
| «русинська» | 1              | 1,72%    |
| російська   | 2              | 3,45%    |
| інші        | 2              | 3,45%    |

## Політика
Голова сільської ради — Мадяр Василь Васильович, 1963 року народження, вперше обраний у 2006 році. Інтереси громади представляють 25 депутатів сільської ради:
| Партія               | Кількість депутатів | Відсоток |
| -------------------- | ------------------- | -------- |
| самовисування        | 20                  | 80,00%   |
| «Партія регіонів»    | 2                   | 8,00%    |
| Партія «Відродження» | 2                   | 8,00%    |
| «Наша Україна»       | 1                   | 4,00%    |

## Транспорт
У селі розташована лінійна пасажирська залізнична станція Львівської залізниці «Вовчий», відкрита у 1886 році, на якій зупиняються лише приміські електропоїзди.

## Туристичні місця
- лісовий заказник — Росішний.
- Форельне господарство «ЖДИМИР»